# Isobare Interferenz
Als isobare Interferenz (auch isobare Überlappung oder isobarische Interferenz) wird in der Massenspektrometrie ein allgemeines Messproblem bezeichnet, das auftreten kann, wenn die Analysenprobe Isobare enthält. Es kann bei Vorliegen einer isobaren Interferenz nicht festgestellt werden, welches von zwei Chemischen Elementen in der Probe enthalten ist bzw. die Quantifizierung dieser ist erschwert, weil der gleiche Messwert unterschiedliche Interpretationen zulässt. Der Begriff ist im Englischen seit 1980 dokumentiert und strikt zu unterscheiden von der polyatomaren Interferenz, welche insbesondere bei Massenspektrometrie mit induktiv gekoppeltem Plasma relevant ist. Sogar in der Fachliteratur wird in jüngerer Zeit häufig von isobaren Interferenzen gesprochen, wenn tatsächlich ausschließlich polyatomare gemeint sind. Die Verwechslung liegt nahe; beide gehören zur Gruppe der spektralen Interferenzen, zu denen auch noch mehrfach geladene Ionen zählen. Auch in der englischsprachigen Literatur wird es häufig verwechselt.
Abzugrenzen ist weiterhin die Isobarenmarkierung; hier lassen sich Isobare in der Massenspektrometrie konstruktiv nutzen, statt als Störsignal aufzutreten.